# تپه حصه گاه
تپه حصه گاه در شهرستان مانه و سملقان، بخش مانه، دهستان اترک، روستای حصه گاه واقع شده و این اثر در تاریخ ۲۵ آبان ۱۳۸۷ با شمارهٔ ثبت ۲۳۷۴۷ به‌عنوان یکی از آثار ملی ایران به ثبت رسیده است.